# Der Milan und die Nachtigall

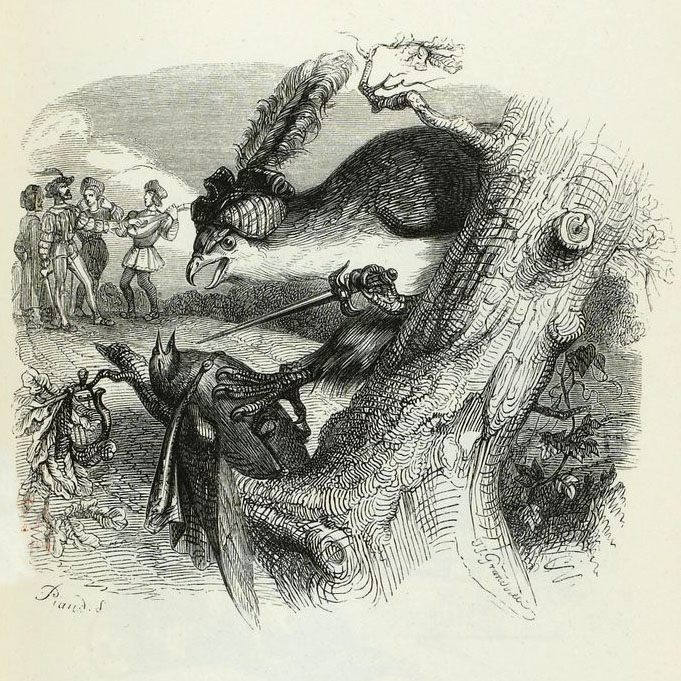
Grandville – Le Milan et le Rossignol

Der Milan und die Nachtigall (französisch Le Milan et le Rossignol) ist die 18. Fabel im neunten Buch der Fabelsammlung des französischen Dichters Jean de La Fontaine. Ins Deutsche oder Englische wird der Milan auch mit Geier, Falke oder Habicht (englisch: hawk oder kite) übersetzt.
La Fontaine verarbeitet die Geschichte des Greifvogels und der Nachtigall, die eine der ältesten existierenden Fabeln von Aesop ist und auf den griechischen Dichter Hesiod um 700 v. Chr. zurückgeht. Die Nachtigall ist nur ein kleiner Vogel, aber mit einer schönen Singstimme – der Falke hingegen ist eine Verkörperung der Gier und Gewalt. Er fängt und tötet die Nachtigall, ohne sich um ihr musikalisches Talent zu scheren, auch nicht als sie ihm erzählt, dass sie schon für Könige gesungen hat. Die Nachtigall als Opfer des stärkeren Raubvogels behält ihren Charakter als Sängerin bei, als die sie schon bei Homer und den griechischen Lyrikern bezeugt ist. Entgegen einer weithin akzeptierten Forschungshypothese ist diese erste Fabel der abendländischen Literatur nicht aus der Perspektive der Niederen geschrieben, sondern vielmehr kommt allein der männliche Sieger zu Wort und bekräftigt seine absolute Verfügungsgewalt über die Unterlegene:
„Unglückliche, was schreist du? Es hat Dich jetzt ein viel Stärkerer in seiner Gewalt. Dorthin wirst Du gehen, wohin ich dich führe, auch wenn Du noch so schön singst. Ich fresse dich, wenn es mir passt, oder ich lasse dich los.“
Demnach nutzt Hesiod die Fabel als rhetorische Mahnung an den Schwächeren, sich dem Recht des Stärkeren unterzuordnen, ganz im Sinne der antiken Fabeltheorie. Dabei erscheint schon hier der Dichter in der Gestalt der Nachtigall als der Schwächere, dem das Attribut der Weiblichkeit zugeordnet wird. In einer ähnlichen Situation erscheint die Nachtigall auch in der Äsopischen Version desselben Motivs.
Neu an Fontaines Version ist, dass der Gegenstand der Macht dreifach reflektiert wird, zunächst im traditionellen Motiv der physischen Gewalt des Stärkeren über den Schwächeren, dann als Gegenstand des Gesangs bzw. der Dichtung (die Macht ihres Gesangs, von dem die Nachtigall sagt, er sei ergreifend schön). Das Lied der Nachtigall, das sie zu singen anbietet, erzählt die Geschichte ihrer Vergewaltigung durch Tereus. Sogar „die Könige“, die bei Hesiod als die eigentlichen Machthaber auftreten, hören auf sie (J’en parle bien aux rois). Die Vorzugsstellung des Gesangs wird auch durch die ironische Schlusswendung des Habichts nicht in Frage gestellt: Quand un roi te prendra, Tu peux lui conter ces merveilles. Pour un Milan, il s’en rira: Ventre affamé n’a point d’oreilles (deutsch: Fängt mal ein König dich, dann sing ihm deine Wundersagen!  Einem Geier scheint das lächerlich; nicht Ohren hat ein leerer Magen).
Die erstaunlich moderne Sentenz vom hungrigen Bauch, der keine Ohren hat, kehrt die Kritik an der Wirkungslosigkeit des Singens in eine Kritik an den sozialen Umständen um, die es zulassen, dass der alltägliche Hunger das Interesse an der Literatur unterdrückt.

## Moral
Die Moral dieser Fabel wird nicht explizit ausgesprochen. Damit diese Botschaft vermittelt wird, lässt La Fontaine den dominanten Charakter des Greifvogels unmenschlich und den schwachen der Nachtigall liebenswert erscheinen, was die Moral der Fabel stärkt. Diese direkte Allianz zwischen Erzähler und Leser, in der es keine Ambivalenz bei der Interpretation gibt, wird traditionell als wesentlich für das Fabelgenre angesehen. La Fontaine impliziert dies auch ausdrücklich im Vorwort seiner Fabelsammlung, indem er unter Berufung auf Platon mitteilt, dass Fabeln bei der Kindererziehung hilfreich sind und daher eine eindeutige Botschaft vermitteln müssen. Doch mit der scheinbaren Arglosigkeit eines Meisters der Subtilität und Nuancierung – typisch für La Fontaine, vermittelt der Erzähler in seinen Gedichten nur oberflächlich ein Gefühl von Direktheit und Offenheit, sodass man daraus schließen kann, dass die Fabeln versteckte Urteile enthalten, die jedoch meisterhaft verhüllt wurden. Indem La Fontaine von Tereus’ wilder Lust und Liebesglut spricht, nimmt er Bezug auf eine andere seiner Fabeln, wo das Problem mit Tereus nicht darin bestand, dass er ein König war, sondern ein Mann.
Es kann schon bei Hesiod angenommen werden, moralische Erziehung bestehe darin, Menschen davon zu überzeugen, dass sie keine Entscheidungen treffen sollten, die scheinbar auf den ersten Blick die besten Ergebnisse für den Einzelnen bringen. Das Vorgehen, von dem die Nachtigall glaubt, es sei für sie selbst von Vorteil, ist nicht nur an sich ungerecht, sondern erfordert für ihren Erfolg die Nachsicht der Könige, die ebenfalls nur ihren unmittelbaren Vorteil bei der Annahme von Bestechungsgeldern und der Abgabe ihrer zweifelhaften Urteile berücksichtigen. Hesiods Diskurs ist also doppeldeutig ebenso wie seine Strategie, die mit dem sogenannten Gefangenendilemma in der modernen Spieltheorie verglichen wurde. Die Nachtigal scheint der Macht des Königs unrettbar ausgesetzt zu sein, doch in ihrer großen Bedrängnis beginnt sie mit der „Stimme der Gerechtigkeit“ zu sprechen (sie versammelt „30.000 Wächter von Zeus“ hinter sich, also das Volk). Während ein guter König seinem Volk Wohlstand bringt, zieht die Ungerechtigkeit eines einzigen Greifvogels (König oder Bürger), Zeus 'Zorn auf die ganze Gemeinde herab, was letztendlich der ganzen Gemeinschaft schadet.